# La Cartuja Baja
La Cartuja es un barrio de Zaragoza, España. Situado en el valle del Ebro, junto al río. En sus cercanías se encuentra el galacho de La Cartuja.
Está regido por una Junta Vecinal. El origen de este núcleo está en la construcción y posterior desamortización del monasterio de la Cartuja de la Inmaculada Concepción, de ahí su nombre.

## Historia
Don Alonso de Funes y Villalpando, noble caballero zaragozano, Regidor del Hospital de San Felipe y Santiago y Diputado del Reino, manifestó en su testamento su voluntad de fundar un monasterio cartujano en tierras aragonesas. A su muerte su esposa, doña Jerónima Zaporta, se convirtió en la impulsora de la nueva cartuja y quien firmó la capitulación y concordia de su fundación el 20 de agosto de 1634. El monasterio se instaló en un lugar cercano a la villa de Alcañiz llamado la Torre de los Martucos.
La presencia de tropas francesas en la llamada guerra Secesión Catalana, obligó a los cartujos a abandonar el lugar y en 1643 se trasladaron a la llamada Torre de las Vacas o Torre de Martín Cabrero, que es el emplazamiento del actual barrio de la Cartuja Baja.
La construcción del monasterio de la Cartuja de la Inmaculada Concepción se inició en 1651. En 1731 se consagró la iglesia. El monumento quedó concluido en 1767, año en el que los cartujos declararon que el conjunto estaba definitivamente terminado y que sólo faltaban por perfeccionar nueve celdas del lado Este del gran claustro.
Posteriormente se reformaron algunas de las dependencias del monasterio tales como la celda prioral (1767), la iglesia (1780) y la bodega de la hospedería (1791). La reforma del templo fue la más importante ya que llevó consigo la renovación de todo su interior. En 1780 fue iniciada por el hermano cartujo Joaquín Gracián.
La Guerra de la Independencia y después la Desamortización del Trieno Liberal (1820-23), provocaron que los monjes tuvieran que deshabitar su establecimiento. El abandono del monasterio se produjo entre 1835 y 1836 como consecuencia de los decretos desamortizadores del ministro Mendizábal.
El conjunto enajenado fue adquirido por varios propietarios que alquilaron a su vez las tierras y dependencias a colonos agrícolas que ocuparon las habitaciones de los monjes y en algunos casos las transformaron.
Se conservan dependencias del antiguo monasterio barroco: portería, hospedería, procura, iglesia, torre y sacristía, exterior del refectorio, partes de algunas celdas, parte de los lienzos del patio del gran claustro, parte del muro que rodea el recinto con sus torreoncitos ultra semicirculares. El trazado general de la cartuja coincide con las actuales calles.
Durante el siglo XX, La Cartuja pasó de pueblo a barrio zaragozano, pero conservando su aislamiento característico. El Plan General de Ordenación Urbana del año 1968 posibilitó la transformación de los últimos años. La agricultura dejó de ser la base de la población, al recalificarse los terrenos situados en torno a la carretera de Castellón. El desarrollo industrial fue unido al demográfico.
En 1980 el monasterio fue declarado conjunto monumental y a partir de entonces se inició un proceso para su consolidación, con la aprobación de un plan especial.

## Cementerio de La Cartuja
Como la mayoría de las ciudades de la época, en Zaragoza los cadáveres eran enterrados en el interior de las iglesias, en los cementerios o fosales que las parroquias tenían en el exterior de ellas y en los conventos y monasterios.
El Real y General Hospital de Nuestra Señora de Gracia poseía un cementerio en el que se sepultaban todos aquellos enfermos que fallecían en el Hospital y que no tenían sepultura propia o se desconocía su identidad.
Debido a la precaria higiene que eso causaba, en 1789 se pone de manifiesto en Zaragoza la carencia de espacios y la administración de las inhumaciones. Finalmente en 1790 se lleva a cabo la obra de un nuevo espacio para el hospital bajo las directrices del Marqués de Ayerbe, que se inauguraría en 1791.
En 1804 se promulgó una circular que prohibió enterrar en las iglesias y obligó a construir cementerios en los extramuros fuera de las localidades.
Este cementerio del Hospital de Nuestra Señora de Gracia es el que se convirtió a partir del año 1814 en el cementerio provisional de Zaragoza. Esta provisionalidad duró hasta el mes de septiembre del año 1823.
Actualmente el cementerio es propiedad de la Diputación Provincial de Zaragoza.
El cementerio de la Cartuja Baja está mucho más próximo al núcleo de Zaragoza que al de la Cartuja Baja. Está en la carretera de Castellón N-232 frente al polígono San Carlos. Los pabellones de entrada y la capilla tienen interés artístico. Están catalogado de Interés Arquitectónico (B).
El cementerio de la Cartuja Baja es el más antiguo en activo de Zaragoza (1791). El cementerio de Torrero se inauguró más de cuarenta años después.

## Infraestructuras
Centro Deportivo Municipal Alejandro Pérez Blanque.
Pabellón Deportivo Municipal Ángel Escoriaza en la avenida de la Constitución, 2.
Centro Cívico La Cartuja Baja en la calle Autonomía de Aragón, 21.
Zona Joven La Cartuja en el Paseo de los Plátanos, 10.
Biblioteca Pública Miguel Labordeta (La Cartuja) en la calle Autonomía de Aragón, 21.
Punto Limpio Móvil de La Cartuja en la calle 14 de septiembre, 2.
Estación Depuradora de Aguas Residuales de La Cartuja.

## Polígonos industriales
Parque Empresarial Insider.
Parque Empresarial Miraflores.
Parque Empresarial Empresarium.
Parque Empresarial Tecnum.

## Galería
|                         |
| Parroquia de la Cartuja |

|  |
|  |

|  |
|  |

|                     |
| Restos del claustro |

|  |
|  |

|  |
|  |

|  |
|  |

|  |
|  |

|  |
|  |

|  |
|  |